# 雷索希爾卡 (斯莫特里奇市鎮)
48°59′58″N 26°40′2″E / 48.99944°N 26.66722°E
雷索希爾卡（烏克蘭語：Лисогірка）是位於烏克蘭西部赫梅利尼茨基州裏卡緬涅茨-波多利斯基區斯莫特里奇市鎮的村莊，面積0.28平方公里，海拔高度278米，2001年人口519，人口密度每平方公里1,860.2人。